# Ліке Клавер
Ліке Клавер (20 серпня 1998 , Велзен, Північна Голландія ) — нідерландська легкоатлетка, що спеціалізується на спринті, призерка чемпіонатів світу.

## Кар'єра
| Рік                    | Змагання                        | Місце проведення       | Місце                  | Дисципліна                   | Результат              | Примітки               |
| Представник Нідерланди | Представник Нідерланди          | Представник Нідерланди | Представник Нідерланди | Представник Нідерланди       | Представник Нідерланди | Представник Нідерланди |
| ---------------------- | ------------------------------- | ---------------------- | ---------------------- | ---------------------------- | ---------------------- | ---------------------- |
| 2014                   | Чемпіонат світу серед юніорів   | Юджин, США             | 8 (з.)                 | естафета 4×100 метрів        | 45.29                  |                        |
| 2015                   | Чемпіонат Європи серед юніорів  | Ескільстуна, Швеція    | 6                      | біг на 200 метрів            | 23.69                  |                        |
| 2015                   | Чемпіонат Європи серед юніорів  | Ескільстуна, Швеція    | DNF                    | естафета 4×100 метрів        | —                      |                        |
| 2016                   | Чемпіонат світу серед юніорів   | Бидгощ, Польща         | DNF                    | естафета 4×100 метрів        | —                      |                        |
| 2017                   | Чемпіонат Європи серед юніорів  | Гроссето, Італія       | 6                      | біг на 200 метрів            | 24.06                  |                        |
| 2017                   | Чемпіонат Європи серед юніорів  | Гроссето, Італія       | 8                      | естафета 4×100 метрів        | 45.61                  |                        |
| 2019                   | Світові легкоатлетичні естафети | Йокогама, Японія       | 9                      | естафета 4×400 метрів        | 3:29.03                |                        |
| 2019                   | Чемпіонат світу                 | Доха, Катар            | 7                      | естафета 4×400 метрів        | 3:27.89                |                        |
| 2021                   | Чемпіонат Європи в приміщенні   | Торунь, Польща         | 5                      | біг на 400 метрів            | 52.03                  |                        |
| 2021                   | Чемпіонат Європи в приміщенні   | Торунь, Польща         | 1                      | естафета 4×400 метрів        | 3:27.15                | EL, CR, NR             |
| 2021                   | Світові легкоатлетичні естафети | Хожув, Польща          | 4                      | естафета 4×400 метрів        | 3:30.12                |                        |
| 2021                   | Світові легкоатлетичні естафети | Хожув, Польща          | 8                      | естафета 4×400 метрів, мікст | 3:18.04                | [ 4 ]                  |
| 2021                   | Олімпійські ігри                | Токіо, Японія          | 18 (пф.)               | біг на 400 метрів            | 51.37                  |                        |
| 2021                   | Олімпійські ігри                | Токіо, Японія          | 6                      | естафета 4×400 метрів        | 3:23.74                | NR                     |
| 2021                   | Олімпійські ігри                | Токіо, Японія          | 4                      | естафета 4×400 метрів, мікст | 3:10.36                | NR                     |
| 2022                   | Чемпіонат світу в приміщенні    | Белград, Сербія        | 6                      | біг на 400 метрів            | 52.68                  |                        |
| 2022                   | Чемпіонат світу в приміщенні    | Белград, Сербія        | 2                      | естафета 4×400 метрів        | 3:28.57                | SB                     |
| 2022                   | Чемпіонат світу                 | Юджин, США             | 4                      | біг на 400 метрів            | 50.33                  |                        |
| 2022                   | Чемпіонат світу                 | Юджин, США             | 2                      | естафета 4×400 метрів, мікст | 3:09.90                | NR                     |